# Kovy alkalických zemin
Kovy alkalických zemin jsou členy 2. skupiny periodické tabulky. Mezi kovy alkalických zemin patří beryllium, hořčík, vápník, stroncium, baryum a radium.

## Vlastnosti

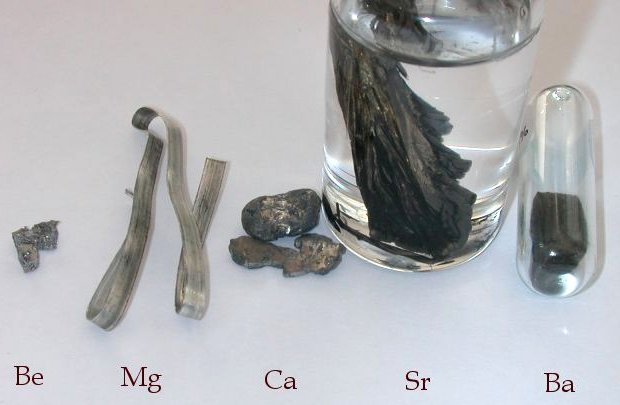
Kovy alkalických zemin

Beryllium a hořčík se velmi liší svými vlastnostmi od ostatních kovů alkalických zemin. Beryllium je tvrdé (rýpe do skla), ale křehké (za normální teploty) a poměrně těžce tavitelné. Za červeného žáru je tažné. Špatně vede elektrický proud a teplo. Hořčík je svými vlastnostmi jakýsi přechod mezi beryliem a ostatními kovy alkalických zemin. Je to středně tvrdý, lehký, tažný kov, těžší než voda, vede hůře elektrický proud a teplo. Hořčík lze díky jeho dobré tažnosti snadno válcovat na plechy a dráty.
Ostatní kovy alkalických zemin mají podobné vlastnosti a s rostoucím protonovým číslem se samo sebou liší výrazně svou hmotností. Jsou poměrně měkké, reaktivní a vlastnostmi se podobají vlastnostem alkalických kovů. V kapalném amoniaku se rozpouští za vzniku tmavě modrých až černých roztoků. Lépe vedou elektrický proud a teplo. Nejsou sice tolik reaktivní jako alkalické kovy, ale je lepší je uchovávat pod petrolejem. Soli kovů alkalických zemin barví plamen.

## Reaktivita
Reaktivita jednotlivých kovů alkalických zemin se výrazně liší. Nejméně reaktivní je beryllium a nejvíce reaktivní je radium. Beryllium je na suchém vzduchu stabilní. S vodou reaguje pouze na povrchu a pokrývá se tenkou vrstvou oxidu berylnatého, oxidace dále za normální teploty neprobíhá. Hořčík reaguje za normální teploty pomalu s kyslíkem i s vodou. Na suchém vzduchu se postupně pasivuje a lze jej takto uchovávat i poměrně dlouhou dobu. S vodou reaguje hořčík za normální teploty velmi pomalu za vzniku hydroxidu hořečnatého. Při vyšší teplotě se hořčík slučuje velmi ochotně téměř se všemi prvky a i s některými sloučeninami. Ostatní kovy alkalických zemin jsou velmi reaktivní, reagují za pokojové teploty s kyslíkem i vodou a při zahřátí se snadno slučují i s jinými prvky.

## Výskyt v přírodě
Všechny kovy alkalických zemin se v přírodě vyskytují v podobě svých sloučenin. Jelikož tyto sloučeniny nejsou iontového charakteru, tak se na rozdíl od alkalických kovů vyskytují především jako minerály, které vytvářejí povrch naší planety. To platí především pro hořčík a vápník, které patří mezi deset nejzastoupenějších prvků na naší planetě a vytváří dokonce celá pohoří - např. Dolomity. Kovy alkalických zemin, mimo beryllium, se v malém množství vyskytují také v mořské vodě, odkud se dají získávat, avšak jejich hlavním zdrojem v přírodě jsou jejich minerály.

## Získávání a výroba
Kovy alkalických zemin se získávají především z hornin nebo jejich minerálů. Vápník a hořčík lze díky jejich větší koncentraci v mořské vodě získávat také odtud. Získávání kovů z mořské vody je popsáno na stránce o alkalických kovech. Z hornin se kovy získávají především pražným způsobem, při kterém se nerost rozloží na oxid kovu a odtud se vyredukuje. Oxidy kovů alkalických zemin se redukují hliníkem nebo křemíkem. Hořčík se získává především elektrolýzou taveniny chloridu hořečnatého nebo redukcí oxidu hořečnatého křemíkem. Beryllium se získává redukcí fluoridu berylnatého hořčíkem.

## Využití
Z kovů alkalických zemin má největší využití beryllium, které se používá jako součást moderátorových tyčí v jaderné energetice, dále ve slitinách s mědí v elektrotechnice a také v podobě dalších velmi pevných a lehkých slitin ke konstrukci letadel a vesmírných raket. Hořčík se využívá zejména v podobě svých slitin s hliníkem, mědí a dalšími kovy, dále se využívá jako dobré redukční činidlo k redukci jiných kovů z jejich sloučenin a v ohňostrojích k zesílení světelného efektu, protože při jeho hoření vzniká velmi intenzivní bílé světlo.